# Rib Mountain (plaats in Wisconsin)
Rib Mountain is een plaats (census-designated place) in de Amerikaanse staat Wisconsin, en valt bestuurlijk gezien onder Marathon County.

## Demografie
Bij de volkstelling in 2000 werd het aantal inwoners vastgesteld op 6059.

## Geografie
Volgens het United States Census Bureau beslaat de plaats een oppervlakte van 33,8 km², waarvan 31,4 km² land en 2,4 km² water.
Ten zuidwesten van de plaats ligt Rib Mountain State Park met de berg Rib Mountain.

## Plaatsen in de nabije omgeving
De onderstaande figuur toont nabijgelegen plaatsen in een straal van 12 km rond Rib Mountain.